# Abandon noxal
L'abandon noxal (ou noxae deditio) est une procédure du droit romain par lequel le pater familias abandonne son alieni iuris (femme, enfant, esclave, animal…) à la vengeance de la victime d'un de ses actes.

## La procédure
Lorsqu'un acte dolosif, nuisible, dommageable, a été causé, volontairement ou non, par une personne soumise à sa patria potestas, le pater familias répond du délit commis. Le droit romain ne connaît pour ainsi dire que des délits privés. Pour éviter la vengeance de la victime par une guerre privée, le pater doit verser une compensation financière à la victime. Mais ce n'est pas une obligation. Le pater peut décider d'abandonner l'enfant à la vengeance de la victime : c'est l’abandon noxal.